# Jezioro Okrągłe (gmina Bakałarzewo)
Jezioro Okrągłe – jezioro w północno-wschodniej Polsce, na Pojezierzu Zachodniosuwalskim w województwie podlaskim, w powiecie suwalskim, w gminie Bakałarzewo. Przepływa przez nie rzeka Rospuda.

## Charakterystyka
Jezioro położone jest równoleżnikowo. Akwen jest niewielką, zarastającą pozostałością po dużym jeziorze rynnowym. Jego brzegi są zalesione, powyginane, obramowane wąskim pasem trzcin. Woda jest czysta i dość przejrzysta. Żyje w niej dużo ryb.

## Turystyka
Przez jezioro prowadzi szlak kajakowy Rospudy. Na cyplu po północnej stronie istnieje miejsce biwakowe.